# Miguel Samuel Morris Yrisarry
Miguel Samuel Morris Yrisarry, conegut familiarment com a Samuel Junior, i esmentat a la premsa de l'època com J. Morris o Morris III, (Manila, 20 d'agost de 1880 - Barcelona, 16 de juny de 1951) fou un futbolista anglo-filipí de la dècada de 1900.

## Trajectòria

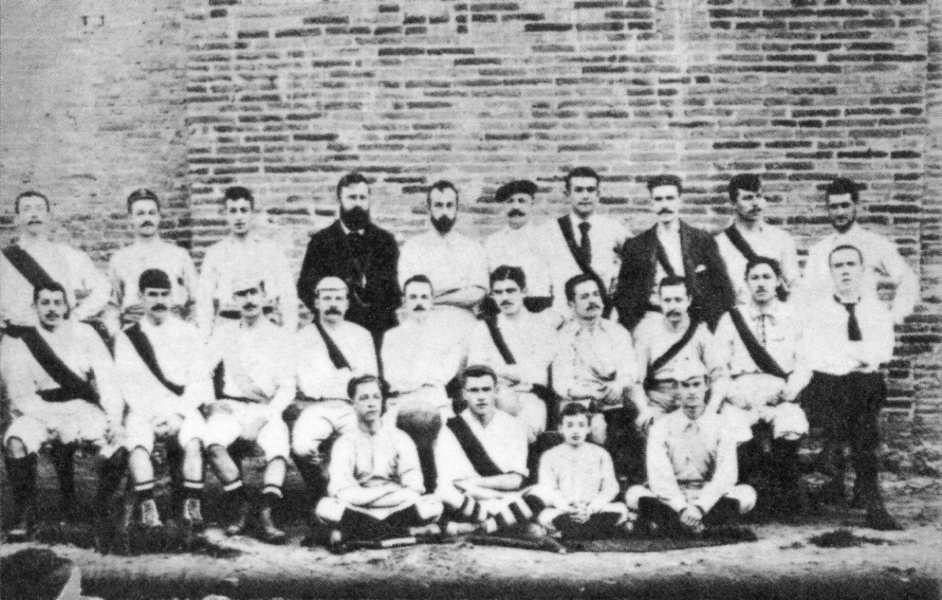
J. Morris (el nen assegut a la tercera fila) amb la Societat de Foot-ball de Barcelona, juntament amb el seu pare (amb boina) i el seu germà Samuel (dempeus, segon per l'esquerra)).

Nascut a les Filipines, de pare anglès i mare basca, arribà a Barcelona entre 1886 i 1890, on el seu pare fou nomenat Director de la Companyia de Tramvies de Barcelona, Eixample i Gràcia, juntament amb els seus germans Morris I i Morris II, també futbolistes.
Jugava a les posicions de mig centre i defensa. Fou un dels pioners del futbol català, jugant a la Societat de Foot-ball de Barcelona a començament de la dècada de 1890. Posteriorment formà part de l'Hispània AC, des del 1901 fins a la seva desaparició el novembre del 1903, amb qui fou campió de la Copa Macaya el 1901.
Reforçà el FC Barcelona en la primera edició del Campionat d'Espanya (1902). Posteriorment hi jugà en dues etapes (1903-1905 i 1908-1909), disputant més de 50 partits i guanyant dos campionats catalans. Posteriorment jugà a l'Star FC, l'FC Català, l'Agrupació Deportiva Canigó i el Canadiense FC. És possible que entre el 1905 i el 1908 s'instal·lés a Madrid i jugués amb dos equips de la capital, el Moncloa FC i la Sociedad Gimnástica Española.

## Palmarès
- Campionat de Catalunya de futbol:
  - 1901, 1905, 1909